# فیورنتزولا دی آردا
فیورنتزولا دی آردا (به ایتالیایی: Fiorenzuola d'Arda) یک کومونه در ایتالیا است که در استان پیاچنزا واقع شده‌است.

## خصوصیات
فیورنتزولا دی آردا ۵۹ کیلومترمربع مساحت و ۱۵٬۳۷۹ نفر جمعیت دارد و ۸۲ متر بالاتر از سطح دریا واقع شده‌است.